# Julien Pontvianne
Julien Pontvianne (* 1983) ist ein französischer Jazz- und Improvisationsmusiker (Saxophon, Klarinette) und Komposition.

## Wirken
Pontvianne studierte Saxophon und Klarinette am Konservatorium von Noisiel und wurde dann am CNSM Paris ausgebildet.
Als Komponist greift Pontvianne auf viele musikalische Traditionen zurück – von Renaissance-Messen über indonesischen Gamelan bis hin zur Musik von Sonic Youth, Paul Motian oder Morton Feldman – und ist daran interessiert, sich mit „Langsamkeit“ zu beschäftigen und ein Gebiet zu erkunden, das mit der „Ökologie des Klangs“ von Gérard Grisey verglichen werden kann. Auch als Interpret arbeitet er in eigenen Gruppen wie dem Klarinettenquartett WATT (mit Antonin-Tri Hoang, Jean Dousteyssier, Jean-Brice Godet), dem AUM Grand Ensemble oder Abhra. Er ist eines der Gründungsmitglieder des Kollektivs und des Labels Onze Heures Onze und spielt in Gruppen, die verschiedene Genres abdecken, vom Swing der 1920er Jahre über Modern Jazz (wie mit dem Maxime Fougères Trio auf Guitar Reflections), experimentellen Rock bis hin zum Repertoire der Neuen Musik.

## Diskographische Hinweise
- Julien Pontvianne, Francesco Diodati, Hannah Marshall, Alexandre Herer, Matteo Bortone, Lauren Kinsella: Abhra (Onze Heures Onze, 2016)